# Плісецький Марко Мойсейович
Марко́ Мойсе́йович Плісе́цький (14 січня 1909, Чернігів — 2 квітня 1990, Київ) — український літератор, філолог та фольклорист радянських часів. Кандидат філологічних наук (1940), доктор історичних наук (1962), професор (1965).

## Життєпис
1924 року закінчив чернігівську семирічку, 1927 — промтехшколу, до 1932 року навчався в технікумі промкооперації.
Як літературний критик вперше виступив 1930 року в журналі «Молодняк».
1937 року закінчив аспірантуру Київського університету. Учень академіка О. І. Білецького.
Працював журналістом — «Молодий комунар», «Червоний боєць», був на видавничій роботі — «Радянська школа»; друкуватися почав 1931 року. Під час німецько-радянської війни — в редакції газети «Радянська Україна».
Викладав у Київському університеті, інших вищих навчальних закладах республіки — старший науковий співробітник Інституту мистецтвознавства, фольклору та етнографії АН УРСР. З грудня 1949 року — доцент кафедри російської літератури Ужгородського університету, працював до 1963.
Його твори видавалися російською та українською мовами, окремо та в збірках.
Деякі з виданих:
- 1939 — «Ритміка поезії Т. Г. Шевченка»,
- 1939 — «До проблеми романтизму Т. Г. Шевченка»,
- 1940 — «Умови творення епосу Київської Русі»,
- 1941 — «Думи та історичні пісні», Київ,
- Народна лірика / упорядкув., вступ. ст. і прим. М. Плісецького. — Київ: Рад. письменник, 1941. — 274, 4 с. [Архівовано 23 січня 2021 у Wayback Machine.]
- 1944 — «Українські думи та історичні пісні», Москва,
- 1945 — розділ «Український фольклор» у «Нарисі історії української літератури», Видавництво АН УРСР,
- 1946 — «Фольклорна течія у творчості П. Г. Тичини»,
- 1947 — «Фольклористичні праці Філарета Колесси»,
- 1954 — «Взаємозв'язки фольклору донського та запорізького козацтва»,
- 1958 — «Дума про похід запорожців на Кавказ: до проблеми зв'язків українського фольклору з творчістю донського козацтва.»,
- 1958 — «Про стилі героїчного епосу різних епох»
- 1960 — «Генезис та ідейність думи про Самійла Кішку», серія «Філолог»,
- 1961 — "Про походження думи «Івась Коновченко»,
- 1962 — «Історизм російських билин», Москва, «Вища школа»,
- 1963 — «Взаємозв'язки російського та героїчного епосу», Видавництво АН СРСР,
- 1983 — «Згадка про калмиків в українській народній думі».

Не все було гладко в науковій праці; так, в серпні 1946 року ЦК КП(б)У прийняв постанову "Про перекручення і помилки у висвітленні історії української літератури в «Нарисі історії української літератури». Там зазначалося, що автори «Нарису» — виданий Інститутом мови та літератури АН УРСР під редакцією члена-кореспондента АН УРСР С. Маслова — М.Плісецький, М.Ткаченко, Є.Кирилюк, І.Пільгук, С.Шаховський, «перекрутили марксистсько-ленінське розуміння історії української літератури і подали її в буржуазно-націоналістичному дусі».